# Hanna (biblisk person)
Hanna var en kvinna i Gamla testamentet, gift med Elkanah och mor till Samuel.
Hanna beskrivs som en av sju kvinnliga judiska profeter, vid sidan av Mirjam, Debora, Abigail, Sara, Huldah och Ester.
Hennes make hade gift sig med en annan kvinna för att Hanna inte kunde få barn, och hon bad Gud genom prästen Eli att få en son. Hennes bön fungerade och hon födde en son och flera barn efter det. Hennes tacksägelsesång, Hannas sång, för vilken hon kom att ses som en profet. 